# Cesta I. triedy 18
Die Cesta I. triedy 18 (slowakisch für ‚Straße 1. Ordnung 18‘), kurz I/18, ist eine Straße 1. Ordnung in der Slowakei. Sie durchquert die fast gesamte Nordslowakei und gilt als eine wichtige West-Ost-Straße innerhalb der Slowakei. Größere Städte sind Žilina, Martin, Ružomberok, Liptovský Mikuláš, Poprad, Prešov und Michalovce. Im Abschnitt von Žilina bis Prešov soll sie beziehungsweise ist teilweise durch die Autobahn D1 ersetzt.
Die ehemalige Strecke tschechische Grenze–Žilina-Košická ist seit dem 1. August 2015 an drei andere Straßenstücke verteilt worden und zwar wie folgend: Abschnitt tschechische Grenze–Bytča wurde zur I/10, Bytča–Žilina in die I/61 als deren Verlängerung eingegliedert und die Stadtstrecke Žilina wurde zum Teil der neuen I/60.

## Verlauf

### Žilinský kraj

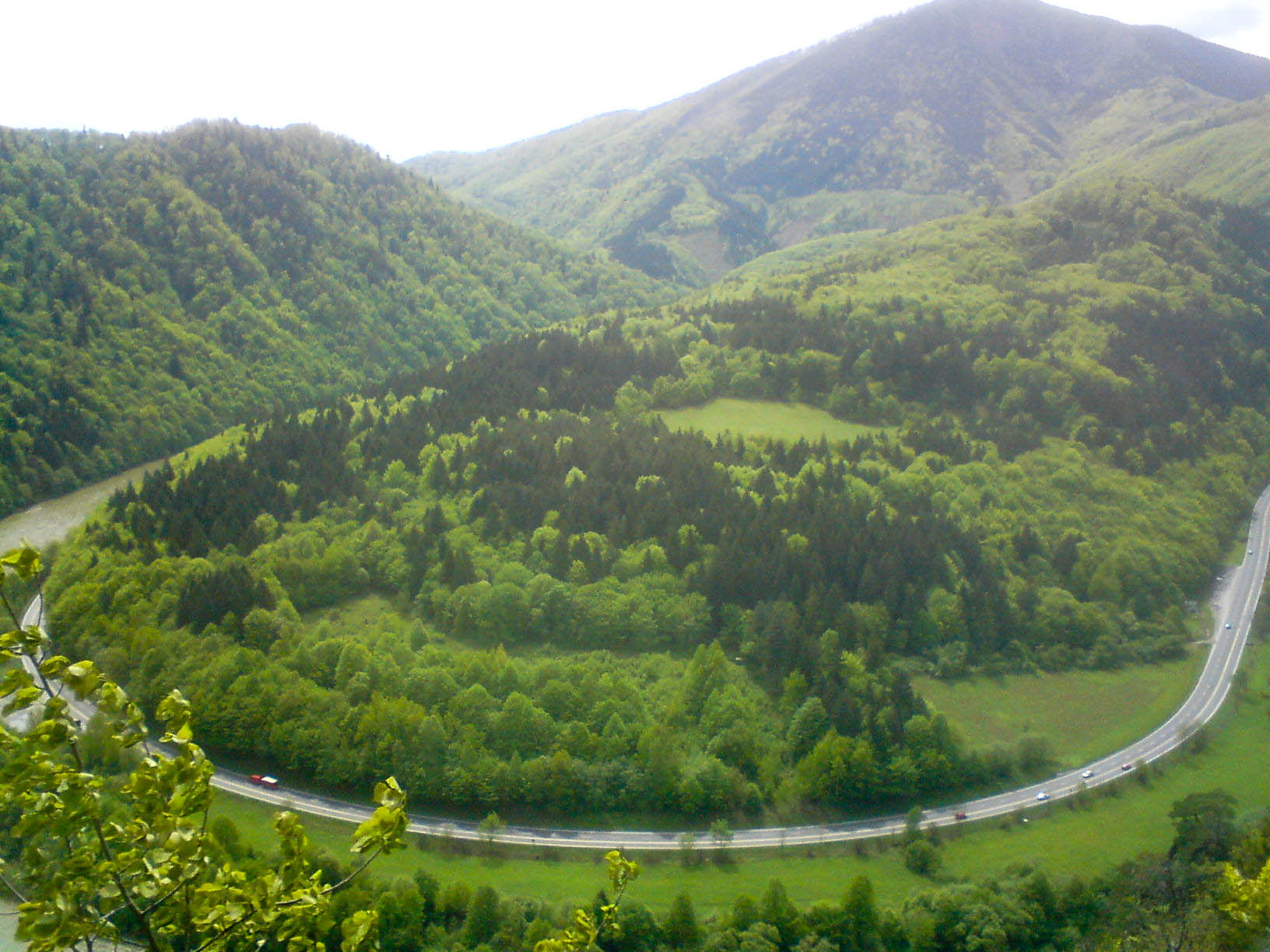
Der Domašín-Mäander vom Norden aus gesehen, zwischen Žilina und Martin

Die I/18 beginnt im Osten Žilinas an der Straße 1. Ordnung 60 und verlässt die Stadt ostwärts zuerst durch den Talkessel Žilinská kotlina, dann durch den Domašín-Mäander bei Strečno, ein Durchbruchstal der Waag in der Kleinen Fatra.
Die Straße berührt dann den Norden der traditionellen Landschaft Turz (slowakisch Turiec) um die Städte Vrútky und Martin und passiert dann ein weiteres Durchbruchstal in der Großen Fatra (Kraľovany-Mäander) und tritt die historische Landschaft Liptau an. In Ružomberok beginnt der lange Untertatra-Kessel zwischen der Tatra und Niedere Tatra. Sie verläuft dann beim Südufer des Liptauer Stausees, kommt in die Stadt Liptovský Mikuláš und verläuft durch das obere Waagtal, durch Liptovský Hrádok, Hybe und Východná, bevor sie die Kraj-Grenze bei Važec erreicht.
Von Žilina bis Poprad kopiert die Straße die Bahnstrecke Žilina–Košice.

### Prešovský kraj

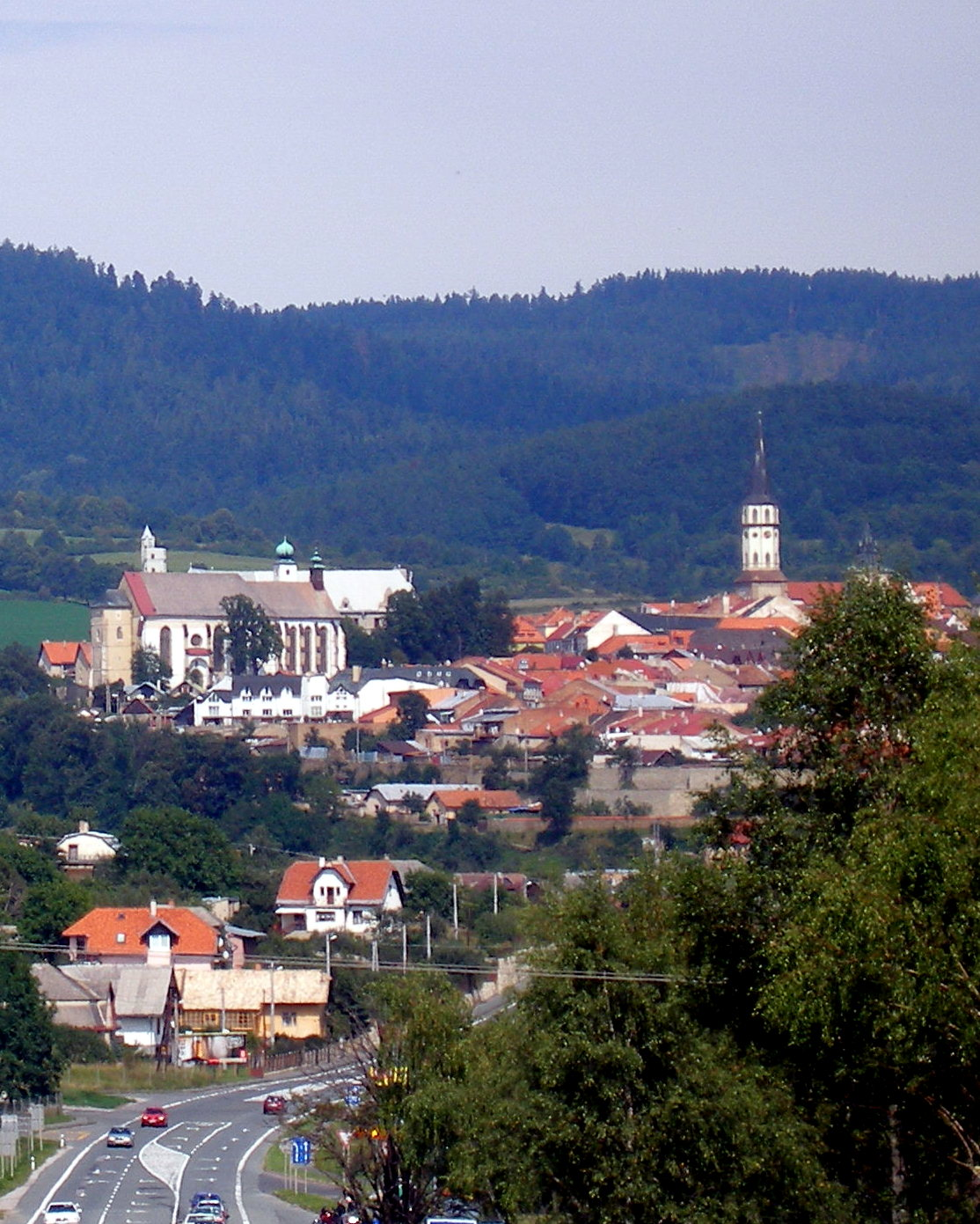
Levoča vom Westen aus gesehen

Bei Štrba erreicht die Straße seinen höchsten Punkt (um 900 m n.m.) und tritt die historische Zips an, erst durch die moderne Stadt Svit und dann das alte Poprad am gleichnamigen Fluss. Sie verlässt dann das Popradtal und geht durch eine hügelige Landschaft des Talkessels Hornádska kotlina, der Gemeinde Spišský Štvrtok vorbei und durch das historische Levoča. Nach etwa weiteren 15 km geht sie der mittelalterlichen Stadt Spišské Podhradie mit großer Zipser Burg vorbei.
Sie verlässt die Zips am Braniskopass (seit 2003 durch den Branisko-Tunnel ersetzt) und folgt eine Reihe der Gemeinden im Bergland Šarišská vrchovina, bevor sie eine weitere Regionalhauptstadt – Prešov erreicht. Hier kann der Verkehr in Richtung Košice abbiegen. Kurz hinter Prešov, in Lipníky verliert die Straße den Status einer Europastraße, die sich hier in Richtung Svidník und Polen wendet. Sie verläuft dann durch das Topľatal und erreicht Vranov nad Topľou und das Ostslowakische Tiefland. Kurz hinter Nižný Hrabovec verlässt die Straße den Prešovský kraj.

### Košický kraj
Der Košický kraj hat nur einen kurzen Anteil von 20 km. In Strážske wendet sich die Straße Richtung Süden und endet in Michalovce an der Straße 1. Ordnung 19 (ehemalige Straße 1. Ordnung 50), nicht viel vom Sempliner Stausee und dem Fluss Laborec entfernt.

## Ausbau und Ersetzung
Die Straße ist nur in kurzen Bereichen vierspurig ausgebaut. Hier gehören kurze Strecken in Ružomberok und Liptovský Mikuláš, Durchfahrt Prešov und anschließende Strecke bis Kapušany (12 km) und etwa 6 km bei Michalovce. Stellenweise sind Langsamfahrstreifen (z. B. bei Strečno und Dravce) vorhanden.
In der Zukunft soll die Straße zwischen Žilina und Prešov durch die Autobahn D1 ersetzt werden. Mit dem Stand April 2021 ist dies auf den Strecken Vrútky–Turany und Ivachnová–Prešov verwirklicht.